# Internationale Stijl (architectuur)

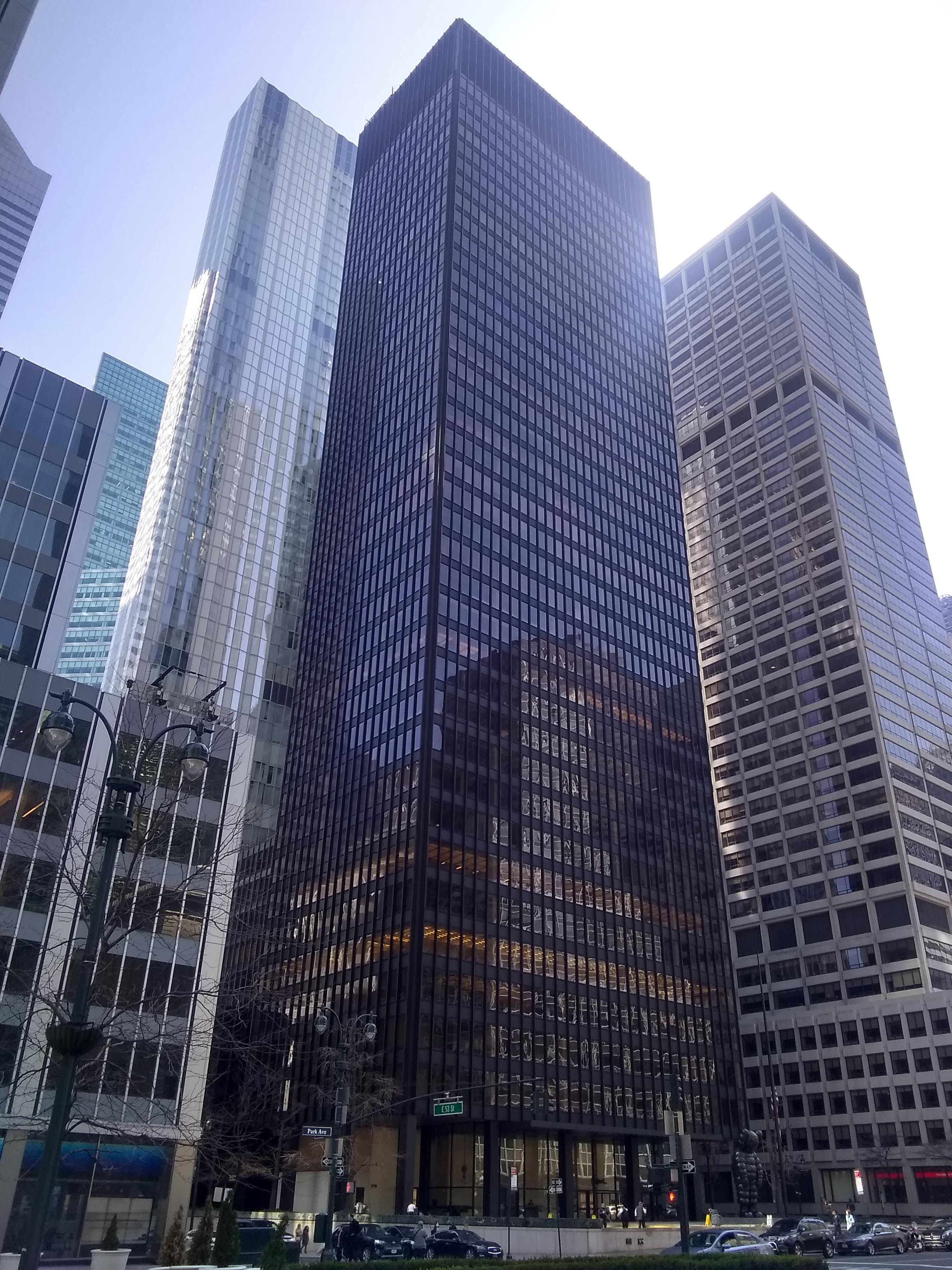
Seagram Building van Mies van der Rohe en Philip Johnson

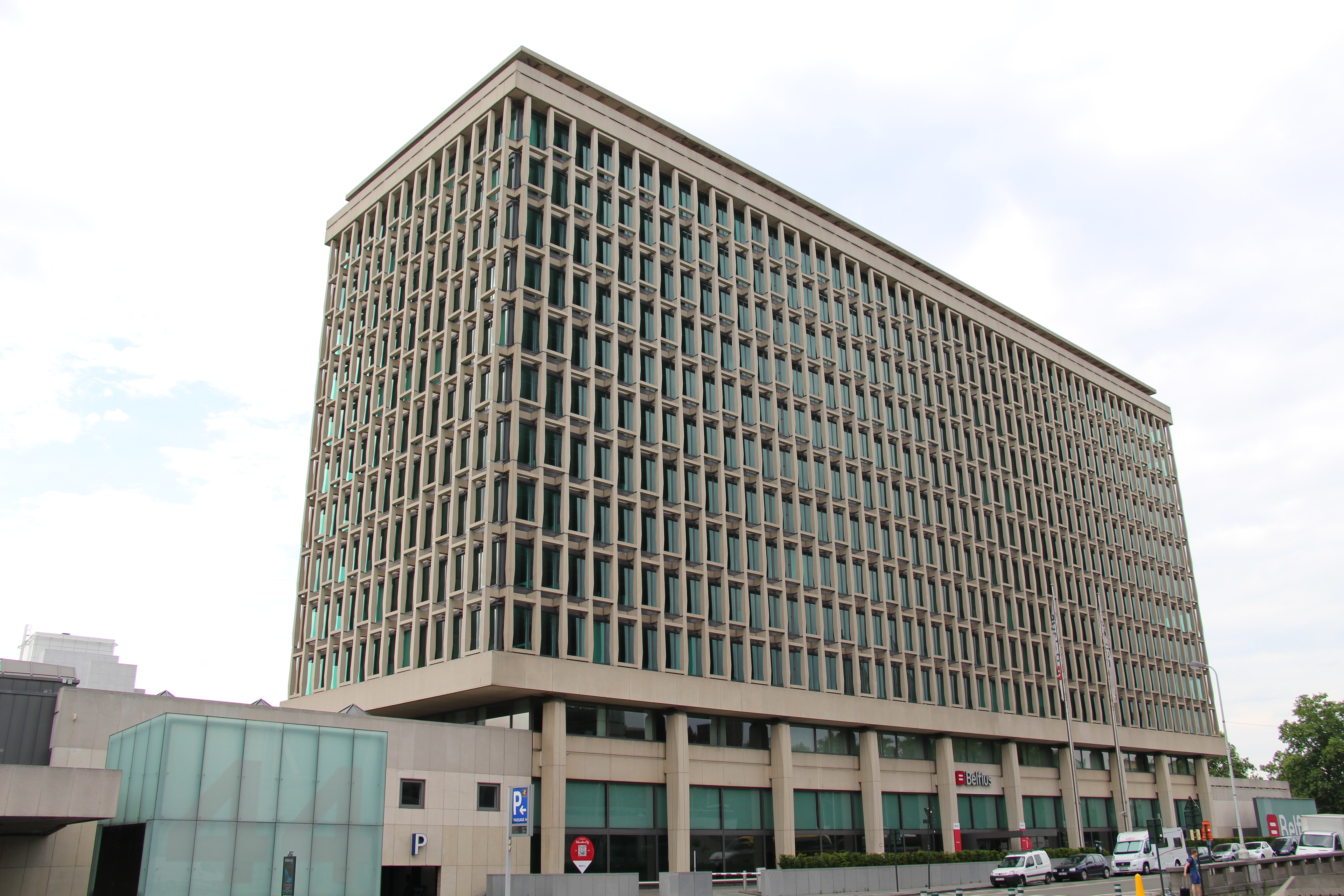
Hoofdkantoor van de Belfius Bank

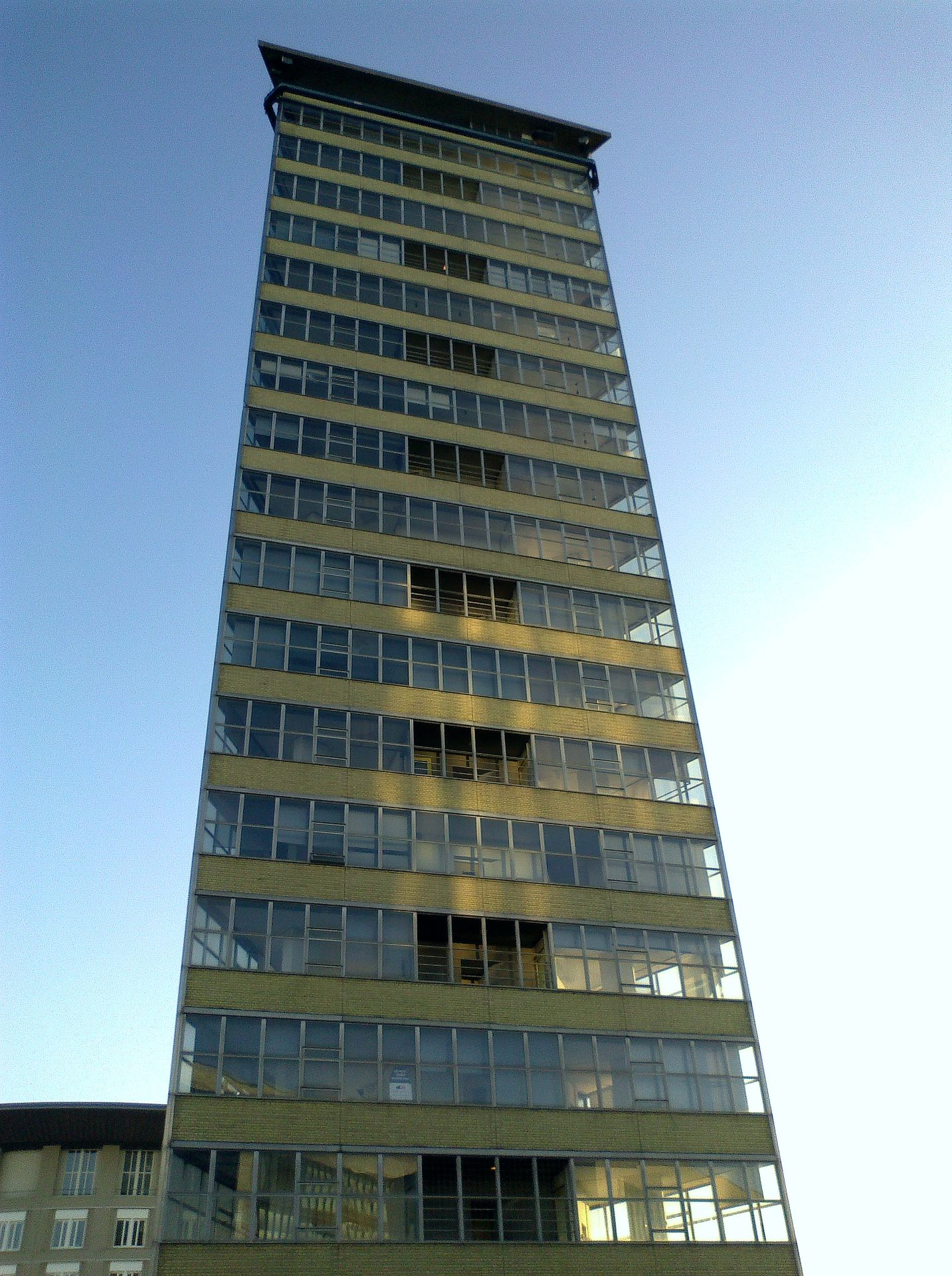
Toren van Oud voor de renovatie

De internationale stijl is een aanduiding voor een stroming in de architectuur (en de binnenhuisarchitectuur) in de periode van circa 1930 tot circa 1970. De term is afkomstig van de titel van het boek The International Style, geschreven door Philip Johnson en Henry-Russell Hitchcock.
De Internationale Stijl is het meest bekend geworden met grote objecten als kantoorgebouwen, musea en dergelijke, maar heeft ook invloed gehad op stedenbouw, woningbouw en meubelontwerpen. Grote stedenbouwkundige projecten die onder invloed van deze school zijn gerealiseerd zijn onder meer Brasilia en Chandigarh (India). Een uitbreidingsplan als de Bijlmermeer zou zonder de Internationale School vermoedelijk niet zo ontworpen zijn geweest.

## Ontstaan
De stijl is onder meer ontstaan uit het nieuwe bouwen. Die stijl legde reeds de nadruk op zaken als functionaliteit, strakke vormen, moderne constructietechnieken en afwezigheid van versieringen. Deze lijn is in de internationale stijl voortgezet en verder ontwikkeld. Vanaf de jaren 1960 startte een tegenbeweging die minder strak en kleurrijker zou worden: het postmodernisme.
Een exacte scheiding tussen beide stromingen is moeilijk aan te brengen; beide aanduidingen worden (ten dele) door elkaar heen gebruikt. Vermoedelijk kan het Nieuwe Bouwen iets eerder in de tijd worden geplaatst, grotendeels in de periode voor de Tweede Wereldoorlog, en de internationale stijl vooral daarna. Het blijft echter een enigszins willekeurig onderscheid.

## Hoofdkenmerken
- Eenvoudige, op het nut gerichte, onversierde ontwerpen;
- Gesculpteerde vormen;
- Industriële materialen, zoals staal en glas;
- Vlakke gevels, met ritmische raamopeningen.

## Architecten
Bekende architecten die met de internationale stijl worden geassocieerd zijn bijvoorbeeld Le Corbusier, Ludwig Mies van der Rohe, Oscar Niemeyer, Alvar Aalto en Eero Saarinen. Het latere werk van Frank Lloyd Wright kan ook tot deze school gerekend worden. Van de meubelontwerpers kunnen bijvoorbeeld Marcel Breuer en Mart Stam genoemd worden.

## Verwante stijlen
- Modernisme
- De Stijl
- Bauhaus
- Mid-century modern